# Medborgarhuset, Örebro

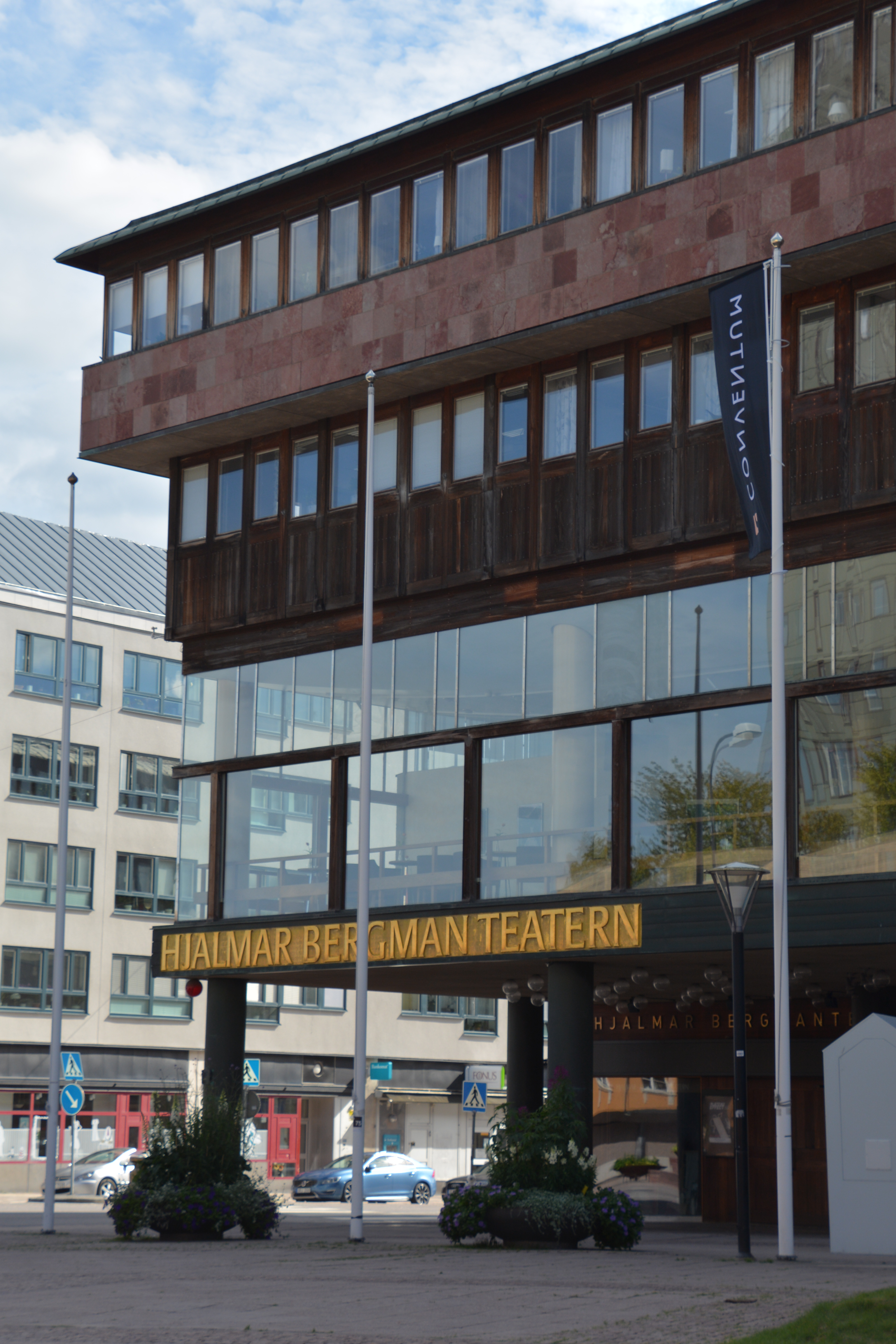
Entrén till Hjalmar Bergmanteatern

Medborgarhuset i Örebro ligger på Söder vid Olof Palmes torg och Drottninggatan. Byggnaden uppfördes 1957–1965 och invigdes i samband med 700-årsjubileet av Örebros grundande. I huset finns Hjalmar Bergmanteatern och kongressanläggning (idag en del av Conventum), och tidigare också restaurang och hotell. Det har ritats av bröderna Erik och Tore Ahlsén. Fastighetsägare är Örebroporten Fastigheter AB.
Initiativtagaren till ett medborgarhus var Örebro Folkets hus-förening, som hade för avsikt att ersätta det befintliga Folkets hus, beläget på Järnvägsgatan 8. Stadsfullmäktige beslöt att byggnaden skulle uppföras för stadens räkning med Örebro stad som byggherre, och Folkets hus-föreningen blev en av hyresgästerna.
Arbetet med byggnadens färdigställande bedrevs i ett högt tempo, för att allt skulle vara klart inför Örebro stads 700-årsjubileum år 1965. Ungdomshallen (kallad ”Club 700”) invigdes den 31 december 1964. Hotellet stod färdigt den 30 januari 1965. Hjalmar Bergmanteatern invigdes den 28 februari 1965. Konferenslokalerna öppnades i maj samma år, och hela huset invigdes i oktober 1965.
Konstruktionen och utseendet bär tydliga spår av funktionalism och Le Corbusiers ideal och är till stora delar bevarad i originalskick, utvändigt såväl som interiört. Materialen som dominerar är röd sandsten, teak, obehandlad betong, koppar och glas.
Byggnaden är utförd i fyra våningar, varav de två nedersta till stora delar är transparenta med stora glaspartier. Den bärande konstruktionen utgörs av pelare, vilket ger ett luftigt intryck. I mitten av huset finns en innergård i höjd med tredje våningen. Hela byggnaden har konstruerats så att rullstolsburna personer har tillgänglighet till alla lokaler.

## Lokaler
Huset innehåller bland andra följande lokaler:

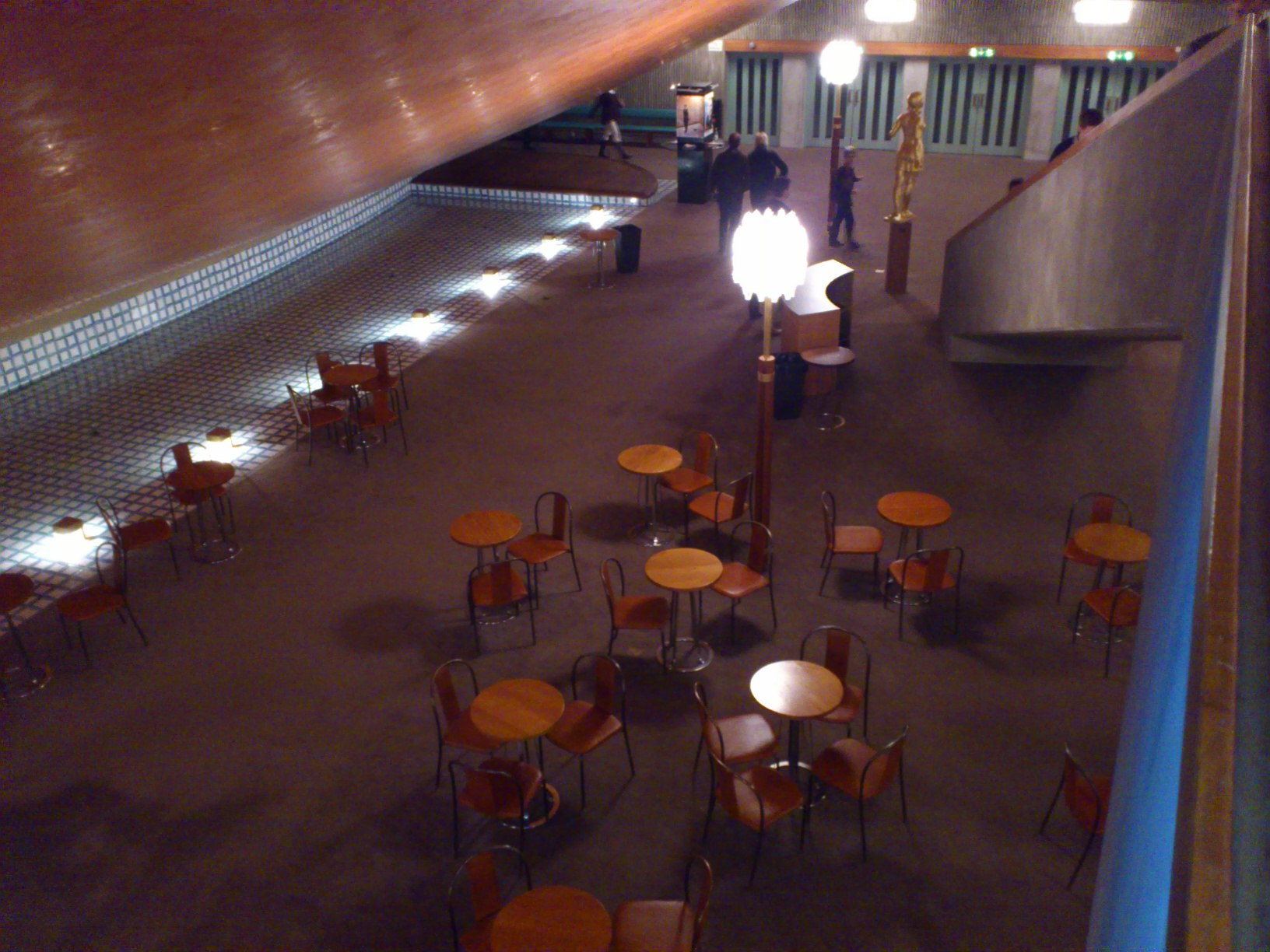
Foajén under parketten, Hjalmar Bergman-teatern.

### Hjalmar Bergmanteatern
Örebro Teater vid Storbron hade slutat att användas redan 1936. Istället användes Folkets husteatern vid Järnvägsgatan 8 som Örebros huvudsakliga teater under många år. Både scenutrymmen, loger och andra utrymmen i Folkets hus var dock för dåligt anpassade till tidens behov. Örebro var alltså i stort behov av en ny teater. Den nya Hjalmar Bergman-teatern svarade upp mot alla tidens krav. Scenen är ordentligt tilltagen, 27 meter bred och 10 m djup, en bakscen, samt en 7 meter hög uppställningsscen i direkt anslutning till lastintag och verkstäder. Parketten med sin kraftiga lutning har 587 platser. Fåtöljerna är klädda i rödfärgat danskt läder. Ridån är designad av Olle Nyman. Övriga textilier och belysningskonst är designade av Karin Ahlsén-Siösteen. Under den sluttande parketten finns en foajé med en fontän. Från foajén har man direkt inträde till Teaterkaféet. Hjalmar Bergmanteatern utnyttjas idag vid gästspel från bland annat Riksteatern, medan Länsteaterns föreställningar huvudsakligen äger rum på den 1976 återinvigda Örebro Teater.
Vid invigningen av teatern den 28 februari 1965 spelades det nyupptäckta skådespelet Hans nåds maitresse av Hjalmar Bergman. Föreställningen regisserades av Per-Axel Branner under Dramaten-chefen Ingmar Bergmans överinseende. I rollerna fanns bland andra Holger Löwenadler, Anders Henrikson, Helena Brodin, Sif Ruud och Gösta Prüzelius. Vid invigningshögtiden spelades en komposition av Ulf Björlin. En prolog författad av Lars Forssell framfördes av skådespelerskan Bibi Andersson.

### Club 700
Intill teatern ligger en sal, ursprungligen betecknad som ”ungdomshall”. Denna lokal kan användas bland annat till dans, banketter och utställningar. Vid banketter kan lokalen ta cirka 540 gäster. I en av tegelväggarna finns ett konstverk av Lars Abrahamson infogat. Lokalen är väl ljudisolerad från teatern. Kapprummen är separata, men väggen dem emellan är öppningsbar, så att lokalerna kan användas i ett sammanhang.

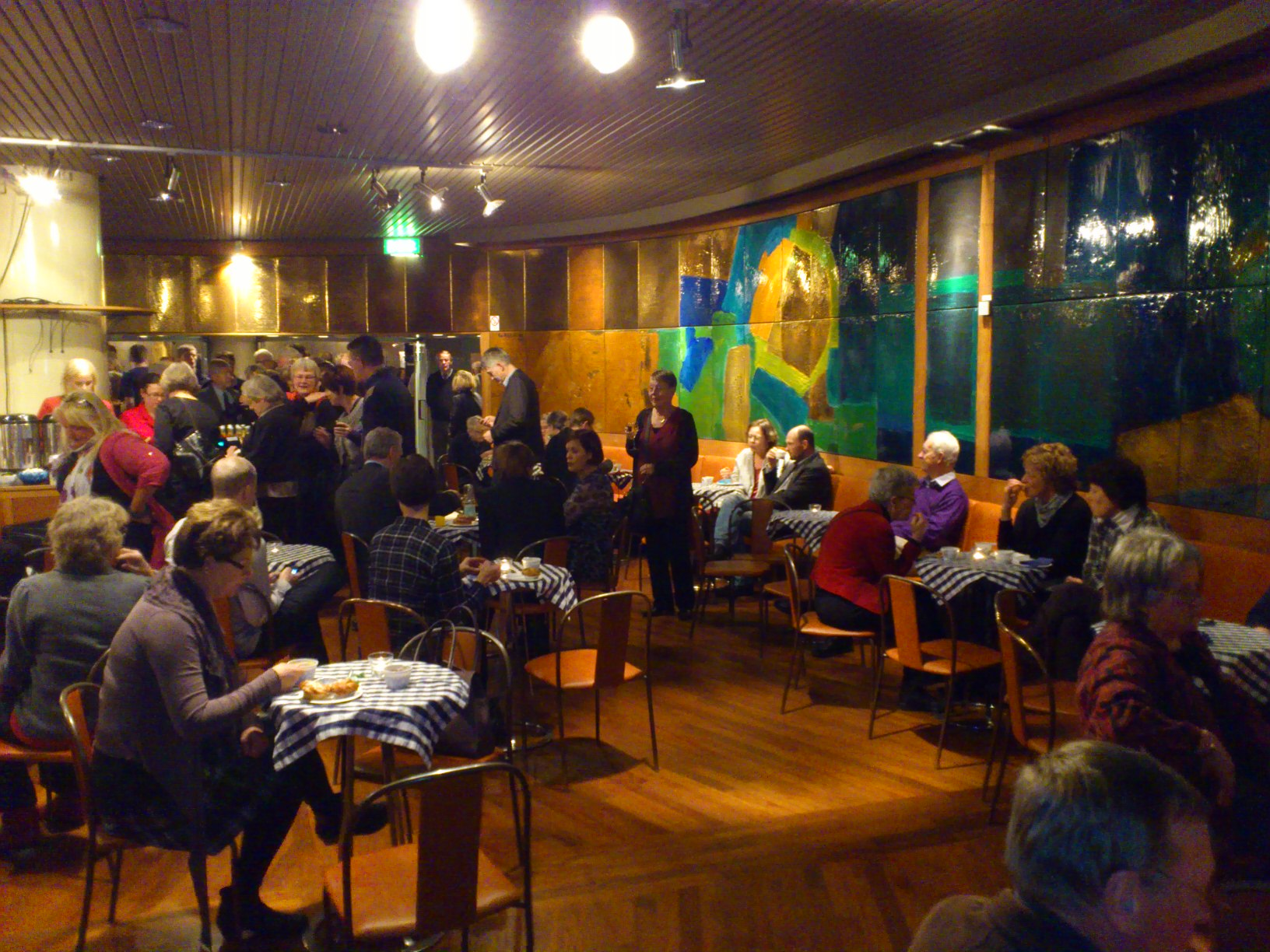
Teaterkaféet, Hjalmar Bergman-teatern. Emaljmålning av Bo Ahlsén.

### Övriga lokaler
- Teaterkaféet domineras lång rundad vägg med en emaljmålning av Bo Ahlsén.
- Studioscenen var en arbetsscen som låg i direkt anslutning till logerna. Använts idag av Conventum för konferens.
- Konferens- och mötesavdelning med inalles 5 samlingssalar och 5 sammanträdesrum. Dessa är belägna en trappa upp och avdelningen har en separat ingång från torget. Det är numera Conventum som disponerar över dessa rum.
- Teatergrillen var en restaurang med direkt ingång från torget. Den hade plats för 70 gäster. Lokalen används idag som turistbyrå och biljettbutik.
- Tre mindre butiker utmed Drottninggatan: en kiosk, en blomsteraffär och en smörgåsbutik. Dessa har, till stora delar, fått stå orörda sedan mitten av 1960-talet. Blomsteraffären är numera en baklavabutik.
- Hotell Bergsmannen hade cirka 70 rum. Hotellets lokaler används idag för Conventums verksamhet.
- Fackföreningsexpeditioner, studielokaler för Arbetarnas bildningsförbund och lokaler för handikappades verksamhet finns på plan 3 och 4.

## Inredning
För huset skapades ett speciellt möblemang utformat av inredningsarkitekterna Åke Axelsson och Erik Karlström. Det omfattar bland annat stolar med tre bekvämlighetsgrader: en stapelbar kaféstol, en stapelbar lätt karmstol och en fåtölj. På kafébordens pelarben kan olika typer av bordsskivor kopplas.